# Institut Niels-Bohr
L'Institut Niels-Bohr a été fondé en 1921, sous l'impulsion du physicien danois Niels Bohr, prix Nobel de physique en 1922. À l'occasion du 80e anniversaire de Niels Bohr, le 7 octobre 1965, l'institut, qui s'appelait alors Institut de physique théorique de l'université de Copenhague, prit officiellement le nom d'Institut Niels-Bohr.

## Histoire
Durant les décennies 1920 et 1930, l'Institut était le centre mondial pour le développement des nouvelles disciplines qu'étaient alors la physique nucléaire et la physique quantique. Des physiciens du monde entier s'y rendaient alors pour rencontrer Niels Bohr et discuter de nouvelles théories. L'École de Copenhague d'interprétation de la mécanique quantique doit son nom au travail effectué alors à l'institut.
À la suite de sa fusion avec l'Institut Hans-Christian-Orsted, l'Institut Niels-Bohr est aujourd'hui une section de l'Institut Niels-Bohr d'astronomie, de physique et de géophysique de l'Université de Copenhague. Il regroupe environ deux cents personnes (chercheurs, ingénieurs, techniciens et doctorants) dans le domaine de la physique et notamment en astronomie, géophysique, nanophysique et biophysique.